# قایق (فیلم ۱۹۷۹)
قایق (به هندی: Naiyya) فیلمی هندی محصول سال ۱۹۷۹ و به کارگردانی پراشانتا ناندا است. در این فیلم بازیگرانی همچون پراشانتا ناندا، زارینا وهاب، لیلا میشارا و آمریش پوری ایفای نقش کرده‌اند.